# Пелиза, Роберт
Сэр Роберт Джон «Боб» Пелиза (англ. Robert John «Bob» Peliza, 16 ноября 1920, Гибралтар, заморская территория Великобритании — 12 декабря 2011, Гибралтар, заморская территория Великобритании) — государственный деятель Гибралтара, главный министр (1969—1972).

## Биография
Начал свою профессиональную карьеру младшим репортером Chronicle. Участник Второй мировой войны. Затем был управляющим директором компании Acmoda.
Основал и возглавил Партию интеграции с Великобританией. Возглавлял кампанию за предоставление жителям территории полноправного британского подданства.
- 1945—1948 гг. — член городского совета,
- 1968 г. — был одним из членов Конституционного совещания, которое подготовила проект первой Конституции Гибралтара, вводившей полное внутреннее самоуправление,
- 1969—1972 гг. — главный министр Гибралтара,
- 1992—1996 гг. — спикер Палаты собраний Гибралтара.